# Nicholas Revett
Nicholas Revett, född i maj 1720 nära Framlingham, Suffolk, död där den 3 juni 1804, var en engelsk arkitekt.
Revett reste 1742 till Italien för att studera måleri, men sysselsatte sig mest med arkitektur, vari han handledde sin landsman James Stuart. År 1748 begav sig bägge till Neapel och 1750 över Venedig till Grekland, där de uppmätte och tecknade de gamla byggnadsverken, huvudsakligen i Aten. De återvände 1755 till London, och frukten av deras studier utkom under titel The Antiquities of Athens (1762–1794, i fransk upplaga 1808–1815, i tysk 1829). 
Revett gjorde en ny resa 1764–1766 i Jonien för samma ändamål och utgav jämte Richard Chandler och William Pars Jonian Antiquities (1769–1797). Bägge skrifterna åstadkom en revolution inom arkitekturen, i det smaken vände sig från efterbildningen av de romerska formerna till de rena grekiska, varvid det i synnerhet var den doriska stilen, som kom till användning. Revett gjorde även ritningar till kyrkor och andra byggnader.